# Lieser (Mosel)
Lieser là một đô thị ở huyện Bernkastel-Wittlich gần thị xã Bernkastel-Kues. Đô thị này lấy tên từ sông Lieser chảy vào Mosel gần đô thị này. Dân số cuối năm 2006 là 1166 người.
Kinh tế chủ yếu dựa vào trồng nho và du lịch. Ở đây có lâu đài Lieser (Schloss Lieser), nhà thờ Thánh Peter, nhà thờ Thánh Paul.